# Gungriffon
Gungriffon è una serie di videogiochi sparatutto a tema mecha creata nel 1996 da Game Arts.
Il primo titolo della serie è stato pubblicato per Sega Saturn e distribuito in America del Nord e Europa da SEGA. Il suo sequel, Gungriffon II, disponibile sulla stessa console è stato commercializzato nel 1998 esclusivamente in Giappone.
Negli anni 2000 sono stati realizzati due ulteriori della serie, Gungriffon Blaze (2000) e Gungriffon: Allied Strike (2004), rispettivamente per PlayStation 2 e Xbox.